# Resident Evil (2002.)
Resident Evil je horor iz 2002., čija je radnja temeljena na istoimenom serijalu videoigara. Film koji je režirao Paul W. S. Anderson je prvi iz serijala filmova Resident Evil. Glavne uloge u filmu, koji je svoju premijeru u SAD-u doživio 15. ožujka, a u Japanu 31. kolovoza 2002., tumače Milla Jovovich, Michelle Rodríguez i Eric Mabius.
Nakon ovog filma uslijedila su i četiri nastavka, Resident Evil: Apokalipsa, Resident Evil: Istrebljenje i Resident Evil: Drugi svijet. Također, bitno je napomenuti kako ni jedan od ovih nastavaka nije režirao Paul W. S. Anderson, već je u njihovom stvaranju sudjelovao kao scenarist i jedan od producenata.

## Radnja
Film započinje scenom u kojoj nepoznata osoba u laboratoriju ostavlja posudu u kojoj se nalazi nekakva plava tekućina. Nekoliko minuta poslije, automatizirani sigurnosni sustav ubija sve djelatnike ustanove i to na različite načine — od gušenja znanstvenika u hermetički zatvorenoj prostoriji, trovanja ostalih djelatnika otrovnim plinom, ispuštanjem lifta punog ljudi, do obezglavljivanja žene vratima lifta.
U sljedećoj sceni, žena po imenu Alice (Milla Jovovich) budi se pod tušem, unutar nepoznate vile, pri čemu shvaća da ima amneziju. Dok istražuje vilu zarobljava ju nepoznati čovjek, ali nedugo potom njih oboje zarobljava skupina specijalaca. Ispostavlja se da je čovjek koji je zarobio Alice zapravo policajac po imenu Matt Adison (Eric Mabius). Specijalci potom otvaraju tajna vrata koja vode do podzemne željezničke postaje. U vagonu potom otkrivaju još jednu onesviještenu žrtvu amnezije, čovjeka po imenu Spence (James Purefoy). Alice ga prepoznaje s fotografija vjenčanja koje je vidjela u vili. Pogledavši na svoj vjenčani prsten pročitala je natpis: Vlasništvo korporacije Umbrella.
Potom se ispostavlja kako su dvoje koji pate od amnezije, kao i specijalci, djelatnici Umbrella korporacije. Nakon toga oni svi skupa ulaze u vagon podzemne željeznice, koji ih vozi do Košnice, tj. podzemne istraživačke ustanove smještene milju ispod Raccoon Cityja. Košnica je poprište užasnih događaja s početka filma. Otkriva se kako je skupina specijalaca poslana s namjerom da utvrdi razlog zbog kojeg je obrambeno računalo Košnice - Crvena kraljica (Michaela Dicker), ubilo sve osoblje. Također, potrebno je napomenuti kako je Crvena kraljica odgovorna i za ispuštanje nervnog plina u vilu - plina koji je uzrokovao Aliceinu i Spenceovu amneziju.
Nadalje, ekipa uspijeva pronaći put do dvorane Crvene kraljice, nakon čega jedan dio tima, dio koji želi onesposobiti Crvenu kraljicu ostaje zarobljen u uskom hodniku gdje bivaju ubijeni laserskim obrambenim sustavom. Nakon ovog napada preživjeli su Alice, Spence, Kaplan (Martin Crewes), J.D., Rain (Michelle Rodriguez) i Matt, nakon čega Alice i Kaplan uspijevaju isključiti Kraljicu, čime zapravo dovode do otvaranja svih vrata u toj ustanovi, što naposljetku rezultira oslobađanjem svog nemrtvog osoblja - zombija.
I dok Alice i ostali pokušavaju pobjeći, vojska zombija ih progoni. U novom sukobu sa zombijima Rain zadobiva teške ozljede, dok Kaplan biva odsječen od ostatka skupine i okružen mnoštvom nadolazećih zombija. Nadalje, na putu prema izlazu Alice i ostatak preživjelih moraju proći kroz laboratorij s početka priče. Laboratorij u kojem se, prisjetila se Alice, nalazi antivirus koji bi mogao izliječiti zaraženu Rain. Međutim, nakon ulaska u laboratorij preživjeli otkrivaju kako su uzorci T-virusa nestali. Nedugo nakon prethodno spomenutog otkrića, Spence se prisjeća kako je on sakrio ampule s antivirusom. Ubrzo potom, on zarobljava ostatak preživjelih u laboratorij, nakon čega se upućuje prema vlaku u kojem se nalaze bočice s već spominjanim antivirusom. No, prije nego što si uspije ubrizgati antivirus, on pogiba od ruku Lickera, mutanta koji je nastao izravnim ubrizgavanjem T-Virusa u živo tkivo. U međuvremenu, u laboratoriju, Kraljica iznosi prijedlog u kojem poštedu Aliceinog i Mattovog života uvjetuje ubojstvom Rain. I dok Licker pokušava svim silama doprijeti do preživjelih u laboratoriju, uništavajući pri tome sve pred sobom, razljućena Alice razbija Kraljičin monitor, nakon čega iznenada dolazi do nestanka električne energije. Potom slijedi scena u kojoj se otvaraju vrata laboratorija u kojima se pojavljuje Kaplan, koji je spržio vodove Crvene kraljice ne bi li na taj način omogućio ostalima priliku za bjeg.
Preživjeli žure stići na drugi kraj podzemne željeznice, prije nego što se svi izlazi zatvore. Međutim, u vlaku se nalazi i Licker koji ubija Kaplana, nakon što prethodno Matta kandžama izgrebe po ruci. Alice uspijeva čeličnom šipkom probosti Lickerov jezik a samim tim i prikovati ga za dio poda na kojem se nalaze podna vrata. Nakon prethodnih događaja, Alice poziva Matta da otvori podna vrata, no on u međuvremenu biva zaposlen drugim stvarima, naime prisiljen je ubiti Rain, koja se usprkos tome što je primila protuotrov, pretvorila u zombija. Nakon što njeno truplo padne na gumb za otvaranje već spomenutih podnih vrata, ona (podna vrata) se otvaraju, nakon čega se Licker, koji nakon toga biva vučen po tračnicama, zapaljuje i ugiba.
Matt i Alice uspijevaju pobjeći trenutak prije no što se vrata podzemne željeznice zatvore. Potom se Matt počinje mučiti s prvim znakovima mutacije, koja se javlja kao posljedica ogrebotina koje mu je Licker nanio. Nedugo potom, oboje bivaju zarobljeni od strane znanstvenika Umbrella korporacije, koji spominju nešto u vezi prebacivanja Matta u program zvan Nemesis (aluzija na sljedeći nastavak). Nadalje, jedan od znanstvenika izdaje zapovijed da se Košnica ponovno otvori kako bi se utvrdilo što se ondje zapravo zbilo. Nakon nekog vremena, Alice se budi u bolnici Raccoon Cityja (u međuvremenu je ondje prošla brojna testiranja), iz koje nedugo potom i bježi, samo da bi, kasnije se ispostavilo, otkrila kako je grad napušten i ostavljen u apsolutnom kaosu. Novinski natpis govori o "mrtvacima koji hodaju", pokazujući da se epidemija proširila iz Košnice na površinu. U posljednjoj sceni filma, pripremajući se za suočavanje s Apokalipsom, Alice iz najbližeg policijskog automobila uzima sačmaricu.

## Proizvodnja
Film je 1999. godine, kada je George A. Romero potpisao ugovor za scenarista i redatelja filma, prvi puta dobio zeleno svijetlo. No, nakon toga Sony i Capcom su odbili njegov scenarij, što je uzročno posljedičnom vezom dovelo do zastoja u produkciji filma. 2000. godine Sony je angažirao Paul W. S. Andersona za scenaristu filma. Nadalje, producentima se svidio njegov prijedlog, nakon čega su mu ponudili i redateljsko mjesto, što je naposljetku rezultiralo početkom produkcije filma sredinom 2000. godine. Resident Evil je većim dijelom sniman u Njemačkoj u kojoj su snimljene i scene iz podzemne željeznice, točnije rečeno one su snimljene u tada nezavršenoj podzemnoj željezničkoj postaji berlinskog metroa zvanoj Reichstag. Također, zanimljivo je napomenuti kako je podnaslov filma u početku trebao biti Ground Zero i to jer je u to vrijeme smatran prethodnikom videoigre, no zbog napada 11. rujna od njega se odustalo.
Anderson je u početku želio da film bude alegorija na Alisu u zemlji čudesa, no od te ideje se vrlo brzo odustalo. Međutim, unatoč odustajanju od prethodno spomenute ideje, film posjeduje razne aluzije na prethodno spomenuto djelo. Prva i najočiglednija jest ime glavne junakinje a zatim tu je i bijeli zec na kojem se ispitivao T-virus. Također, kada govorimo o aluzijama na Alisu u zemlji čuda, potrebno je spomenuti i zid koji u obliku ogledala otvara prolaz do podzemne željeznice, kao i Crvenu kraljicu i njeno ponašanje u trenucima kada želi obezglaviti/ubiti ljude. U komentarima vezanim uz film, otkriva se kako je Anderson u početku namjeravao sve izmišljene likove na neki način povezati s Alisom u zemlji čudesa. No, prethodno spomenuta ideja nije u potpunosti realizirana, tj. točnije rečeno ona je ostvarena samo kod nekih likova, kao što je to primjerice slučaj kod lika Chada Kaplana, koji je poput Zeca iz Alise u zemlji čudesa, zabrinut za vrijeme.
Glazbu za film skladali su Marco Beltrami i Marilyn Manson. I dok je Beltrami najvećim dijelom skladao klasične elemente filmske glazbe, Manson je zaslužan za sablasne, elektronske zvukove. Naposljetku, zanimljivo je za kraj spomenuti kako je sam Manson u intervjuu na DVD-u otkrio kako je i on bio inspiriran Alisom u zemlji čudesa.

## Reakcije
Film je bio komercijalno uspješan, zaradivši 17.707.106 $ prvog vikenda prikazivanja (15. ožujka — 17. ožujka 2002.) Film je zaradio 40.119.709 $ u Sjedinjenim Državama i 102.441.078 $ u ostatku svijeta. Nadalje zanimljivo je napomenuti kako je film Resident Evil pokupio i dosta negativnih ocjena od strane filmskih kritičara. Film je dobio samo 33% na skali Rotten Tomatoesa, dok je na IMDbu dobio ocjenu 6.2/10.

## Glavne uloge
| Actor/Actress      | Role             |
| ------------------ | ---------------- |
| Milla Jovovich     | Alice            |
| Michelle Rodriguez | Rain Ocampo      |
| Eric Mabius        | Matt Addison     |
| James Purefoy      | Spence Parks     |
| Colin Salmon       | One              |
| Martin Crewes      | Chad Kaplan      |
| Heike Makatsch     | dr. Lisa Addison |
| Michaela Dicker    | Crvena kraljica  |

## Nominacije
| Nagrada                                  | Godina | Kategorija       | Dobitnik/Nominirani | Pobjeda |
| ---------------------------------------- | ------ | ---------------- | ------------------- | ------- |
| Nagrada Saturn                           | 2003.  | Najbolja glumica | Milla Jovovich      | Ne      |
| Nagrada Saturn                           | 2003.  | Najbolji horor   | Najbolji horor      | Ne      |
| German Camera Award - Izvanredna montaža | 2004.  | Igrani film      | Alexander Berner    | Ne      |
| Golden Trailer                           | 2004.  | Najoriginalniji  | Najoriginalniji     | Ne      |

## Razlike između filma i videoigre
| Film | Igra |
| --- | --- |
| Trenirani vojnik korporacije Umbrella po imenu Alice je glavna junakinja u sva tri dijela filma. | Alice se ne pojavljuje ni u jednoj od igara. Jedini ženski likovi s kojima se može igrati su Jill Valentine, Claire Redfield i Rebecca Chambers. |
| Nemesis je nastao mutacijom Matta Addisona. | Nemesis je rezultat implantacije eksperimentalnog parazita u Tyranta, stvorenja koje se ne pojavljuje u filmu. |
| Vila s početka filma je u vlasništvu korporacije Umbrella. Ona, naime, služi kao krinka za ustanovu koja se skriva pod njenim temeljima. Službeno samo dvoje ljudi živi u njoj: Spence Parks i Alice. Nadalje, također je zanimljivo napomenuti kako se ta podzemna građevina nalazi približno oko milju ispod Raccoon Cityja. Prethodno spomenutu podzemnu građevinu zvanu Košnica (eng. Hive), s kojom upravlja inteligentno računalo zvano Crvena kraljica (eng. Red Queen), s vilom povezuje podzemna željeznica. Djelatnici u laboratoriju za istraživanje virusa uglavnom i žive u njemu. | Vila na periferiji je samo jedan dio ogromnog imanja koji korporacija Umbrella koristi za stanovanje svojih djelatnika i rukovođenje tajnih istraživanje virusa. Kuću je, za predsjednika korporacije, Ozwella E. Spencera, projektirao arhitekt George Trevor, zbog čega je ona i dobila nadimak Spencerova vila. Laboratorij Arklay Research Facility je smješten na razini podruma ove vile. |

## Vanjske poveznice
- Službena stranica
- Resident Evil u internetskoj bazi filmova IMDb-a
- Resident Evil  Arhivirana inačica izvorne stranice od 8. svibnja 2006. (Wayback Machine) na All Movie Guide Profile
- Resident Evil na Rotten Tomatoes
- Resident Evil na Box Office Mojo
- Resident Evil na Yahoo! Movies